# Helena Vondráčková
Helena Vondráčková (Praag, 24 juni 1947) is een Tsjechische actrice en zangeres, zuster van Jiří Vondráček en tante van Lucie Vondráčková.
Ze bracht haar jeugd voornamelijk door in Slatiňany en was muzikaal bezig met pianolessen.
Ze was jarenlang de succesvolste Tsjechische zangeres in het buitenland.
Haar doorbraak als zangeres was op 27 april 1964 toen ze in het Paleis van Luzern in Praag een talentenjacht won met nummers van George Gershwin (Summertime en The man I love).
Het eerste door haar opgenomen lied kwam later dat jaar met Červená řeka.
In 1967 debuteerde ze als actrice in de in 1968 uitgekomen musical Šíleně smutná princezna waarin ze prinses Helena speelde.
Van 1968 tot 1970 vormde ze het poptrio Golden Kids met Marta Kubišová en Václav Neckář.

## Prijzen
Ze won in 1965 de prijs voor beste zangeres bij Zlatý slavík en eindigde in die verkiezing daarna 11 keer op de 2e plaats en 16 keer op de 3e plaats.
Ze won in 2001 de Anděl prijs voor zangeres van het jaar.